# Рензу Ґрейсі
Ре́нзу Ґре́йсі (порт. Renzo Gracie; *11 березня 1967, Ріо-де-Жанейро, Бразилія) — бразильський спортсмен, спеціаліст зі змішаних бойових мистецтв (англ. MMA). Походить з бразильської династії Ґрейсі. Рензу — знавець бразильського дзюдзюцу (чорний пояс, 6-й дан) та дзюдо (чорний пояс), боєць змішаного стилю, тренер. У 1990-х та 2000-х роках він регулярно брав участь у міжнародних змаганнях із бойових мистецтв з представниками різних стилів і шкіл, активно популяризуючи своє родинне мистецтво — бразильське дзюдзюцу.

### Кар'єра в змішаних бойових мистецтвах
Рензу Ґрейсі належить до піонерів змішаних бойових мистецтв. Більшість проведених ним боїв мали одну підоснову: конкуренція між видами єдиноборств та їх майстрами на найвищому рівні. Рензу виходив на бій із представниками різних шкіл та технік рукопашного бою з метою довести перевагу родинного стилю Ґрейсі, бразильського дзюдзюцу. Можна вважати, що його професійна кар'єра розпочалась у 1992 році, втім, офіційна статистика виступів у боях змішаного стилю в ті часи не велась. До перших і найзначніших особистих досягнень Рензу Ґрейсі у змішаних єдиноборствах варто віднести перемогу у міжнародному турнірі «World Combat Championship» 17 жовтня 1995 року, коли він за один вечір здолав борця вільного стилю і чемпіона США з пауерліфтингу Філа Бенедикта, бронзового олімпійського медаліста і віце-чемпіона світу з дзюдо (IJF) Бернхарда Спейкерса та багаторазового чемпіона світу з кікбоксингу (WKA) та боксу (IBF) Джеймса Воррінга. 
В листопаді 1996 року на турнірі «Martial Arts Reality Superfighting» (MARS) Рензу висхідним ударом ногогою з партеру відправляє в нокаут російського самбіста і дзюдоїста, чемпіона світу зі змішаних єдиноборств за версією UFC Олега Тактарова. Ця перемога робить Рензу Ґрейсі особливо популярним.  У вересні 1997 року він виходить на бій проти іншого популярного бразильського бійця Еуженіу Тадеу, чемпіона Бразилії з лута лівре — бойового мистецтва, з яким найбільш конкурувало бразильське дзюдзюцу. Та першість визначити не вдалося: затяжний і важкий бій між двома борцями було припинено внаслідок масштабних заворушень, що почалися на стадіоні під час змагання. Заворушення були розпочаті прихильниками Ґрейсі і Тадеу, частина з яких намагалась втрутитися у змагання бійців. Восени того ж року Рензу дебютує на арені Бійцівського чемпіонату PRIDE, де успішно виступає протягом кількох наступних років.
У грудні 1999 – лютому 2000 років Рензу брав участь у багатоетапному світовому турнірі «King of Kings» під егідою FNR, де в одній восьмій фіналу, застосовуючи больовий прийом на руку, переміг японського греплера Ватару Сакату та американця Моріса Сміта — багаторазового чемпіона світу з кікбоксингу (WKA, ISKA) і чемпіона світу зі змішаних єдиноборств (UFC); а у чвертьфіналі поступився рішенням суддів дворазовому чемпіону світу за версією FNR Кійосі Тамурі. Після цієї поразки для Рензу Ґрейсі наступає час невдач: наприкінці серпня 2000 року у складному і технічному протистоянні в бою із японською суперзіркою Кадзусі Сакурабою він програє технічним підкоренням (в ході виконання больового прийому Сакураба ламає Ґрейсі руку); за сім місяців він програє нокаутом багаторазовому чемпіону з різноманітних видів єдиноборств, олімпійцю Дену Хендерсону.
У 2002 – 2005 роках Рензу змагається лише тричі і всі бої програє рішеннями суддів. Рівень опозиції він не знижує, його переможці — чемпіони світу за версією UFC Карлос Ньютон та Бі Джей Пенн. Через рік Ґрейсі повертається на шлях перемог, долаючи чемпіонів саме цієї організації: Пета Мілетича та, у реванші, Карлоса Ньютона. В лютому 2007 року Рензу несподівано виграє програшний бій із чемпіоном WEC та UFC Френком Шемроком (американця дискваліфікують за удар коліном в потилицю), і на три роки зникає з арени змішаних бойових мистецтв.
В квітні 2010 року Абсолютний бійцівський чемпіонат запрошує Рензу Ґрейсі взяти участь у бої престижу на першому турнірі організації в Об'єднаних Арабських Еміратах. Суперник — давній спортивний ворог клану Ґрейсі, дворазовий чемпіон світу (UFC) Метт Х'юз. Рензу погоджується та із завзяттям береться до рекламування бою, роблячи наголос на особистій ворожнечі клану із американським чемпіоном. Та на результат бою рекламна кампанія Рензу впливу не мала: за відсутності постійної бійцівської практики належного рівня, він не мав що протипоставити Х'юзу, який, мудро уникаючи боротьби в партері, переміг Ґрейсі у бою в стійці.

### Тренерська діяльність
Рензу Ґрейсі — успішний тренер. Серед тих, хто завдячує йому високим рівнем техніки дзюдзюцу, чемпіони світу зі змішаних єдиноборств за версією UFC Жорж Сен-П'єр, Метт Серра, Френк Едгар, а також багаторазовий чемпіон світу з бразильського дзюдзюцу та греплінгу за версіями IBJJF та ADCC Роджер Ґрейсі. Рензу Ґрейсі є особистим тренером з бразильського дзюдзюцу кронпринца Абу-Дабі Мухаммеда бін Заїда бін Султана Аль Нахайяна. До того ж, Рензу очолює власну спортивну команду під назвою «Renzo Gracie Combat Team».
Рензу Ґрейсі є автором та співавтором книг з теорії та практики дзюдзюцу, зокрема: «Бразильське дзюдзюцу: теорія та техніка» (ISBN 978-1-931229-08-1), «Освоюючи дзюдзюцу» (ISBN 978-0-7360-4404-2) та інших. Спортивній бійцівській і тренерській діяльності Рензу присвячений документальний фільм «Рензу Ґрейсі: спадщина».

## Статистика в змішаних бойових мистецтвах
| Результат   | Противник             | Спосіб                                  | Раунд | Час   | Дата              | Місце                    | Подія                                 | Примітки                                            |
| ----------- | --------------------- | --------------------------------------- | ----- | ----- | ----------------- | ------------------------ | ------------------------------------- | --------------------------------------------------- |
| Поразка     | Метт Х'юз             | Технічний нокаут (удари кулаками)       | 3     | 4:40  | 10 квітня 2010    | Абу-Дабі, ОАЕ            | «UFC 112»                             |                                                     |
| Перемога    | Френк Шемрок          | Дискваліфікація (заборонений удар)      | 2     | 2:00  | 10 лютого 2007    | Саусхевен, США           | «EliteXC: Destiny»                    |                                                     |
| Перемога    | Карлос Ньютон         | Рішення суддів (роздільне)              | 3     | 4:00  | 31 грудня 2006    | Анкасвілль, США          | «IFL: World Team Championships»       |                                                     |
| Перемога    | Пет Мілетич           | Підкорення (задушливий прийом)          | 1     | 3:37  | 23 вересня 2006   | Молін, США               | «IFL: Gracie vs. Miletich»            |                                                     |
| Поразка     | Бі Джей Пенн          | Рішення суддів (одностайне)             | 3     | 5:00  | 29 липня 2005     | Гонолулу, США            | «K-1 World Grand Prix 2005 in Hawaii» |                                                     |
| Поразка     | Карлос Ньютон         | Рішення суддів (роздільне)              | 2     | 5:00  | 5 жовтня 2003     | Сайтама, Японія          | «Pride Bushido 1»                     |                                                     |
| Поразка     | Сюнґо Ояма            | Рішення суддів (одностайне)             | 3     | 5:00  | 23 червня 2002    | Сайтама, Японія          | «Pride 21»                            |                                                     |
| Перемога    | Мітійосі Охара        | Рішення суддів (одностайне)             | 3     | 5:00  | 3 листопада 2001  | Токіо, Японія            | «Pride 17»                            |                                                     |
| Поразка     | Ден Хендерсон         | Нокаут (удар кулаком)                   | 1     | 1:40  | 25 березня 2001   | Сайтама, Японія          | «Pride 13»                            |                                                     |
| Поразка     | Кадзусі Сакураба      | Технічне підкорення (больовий прийом)   | 2     | 9:43  | 27 серпня 2000    | Сайтама, Японія          | «Pride 10»                            |                                                     |
| Поразка     | Кійосі Тамура         | Рішення суддів (одностайне)             | 2     | 5:00  | 26 лютого 2000    | Токіо, Японія            | «Rings: King of Kings 1999 Final»     |                                                     |
| Перемога    | Моріс Сміт            | Підкорення (больовий прийом)            | 1     | 0:50  | 22 грудня 1999    | Осака, Японія            | «Rings: King of Kings 1999 Block B»   |                                                     |
| Перемога    | Ватару Саката         | Підкорення (больовий прийом)            | 1     | 1:25  | 22 грудня 1999    | Осака, Японія            | «Rings: King of Kings 1999 Block B»   |                                                     |
| Перемога    | Александер Оцука      | Рішення суддів (одностайне)             | 2     | 10:00 | 21 листопада 1999 | Токіо, Японія            | «Pride 8»                             |                                                     |
| Перемога    | Санае Кікута          | Підкорення (задушливий прийом)          | 6     | 0:43  | 15 березня 1998   | Токіо, Японія            | «Pride 2»                             |                                                     |
| Нічия       | Акіра Сьодзі          | Рішення організаторів                   | 3     | 10:00 | 11 жовтня 1997    | Токіо, Японія            | «Pride 1»                             |                                                     |
| Не відбувся | Еуженіу Тадеу         | Рішення організаторів                   | 1     | 14:45 | 27 вересня 1997   | Ріо-де-Жанейро, Бразилія | «Pentagon Combat»                     | Бій припинено через масові заворушення на стадіоні. |
| Перемога    | Олег Тактаров         | Нокаут (удар ногою)                     | 1     | 1:02  | 22 листопада 1996 | Бірмінгем, США           | «Martial Arts Reality Superfighting»  |                                                     |
| Перемога    | Джеймс Воррінг        | Підкорення (задушливий прийом)          | 1     | 2:47  | 17 жовтня 1995    | Шарлотт, США             | «WCC 1: First Strike»                 | Виграв турнір «World Combat Championship».          |
| Перемога    | Філ Бенедикт          | Підкорення (удари кулаками)             | 1     | 2:08  | 17 жовтня 1995    | Шарлотт, США             | «WCC 1: First Strike»                 |                                                     |
| Перемога    | Бернхард Спейкерс     | Підкорення (задушливий прийом)          | 1     | 2:38  | 17 жовтня 1995    | Шарлотт, США             | «WCC 1: First Strike»                 |                                                     |
| Перемога    | Луіз Аугусту Алвареда | Технічне підкорення (задушливий прийом) | 1     | 7:03  | 1 січня 1992      | Ріо-де-Жанейро, Бразилія | «Desafio: Gracie Vale Tudo»           |                                                     |